# Crema de chocolate

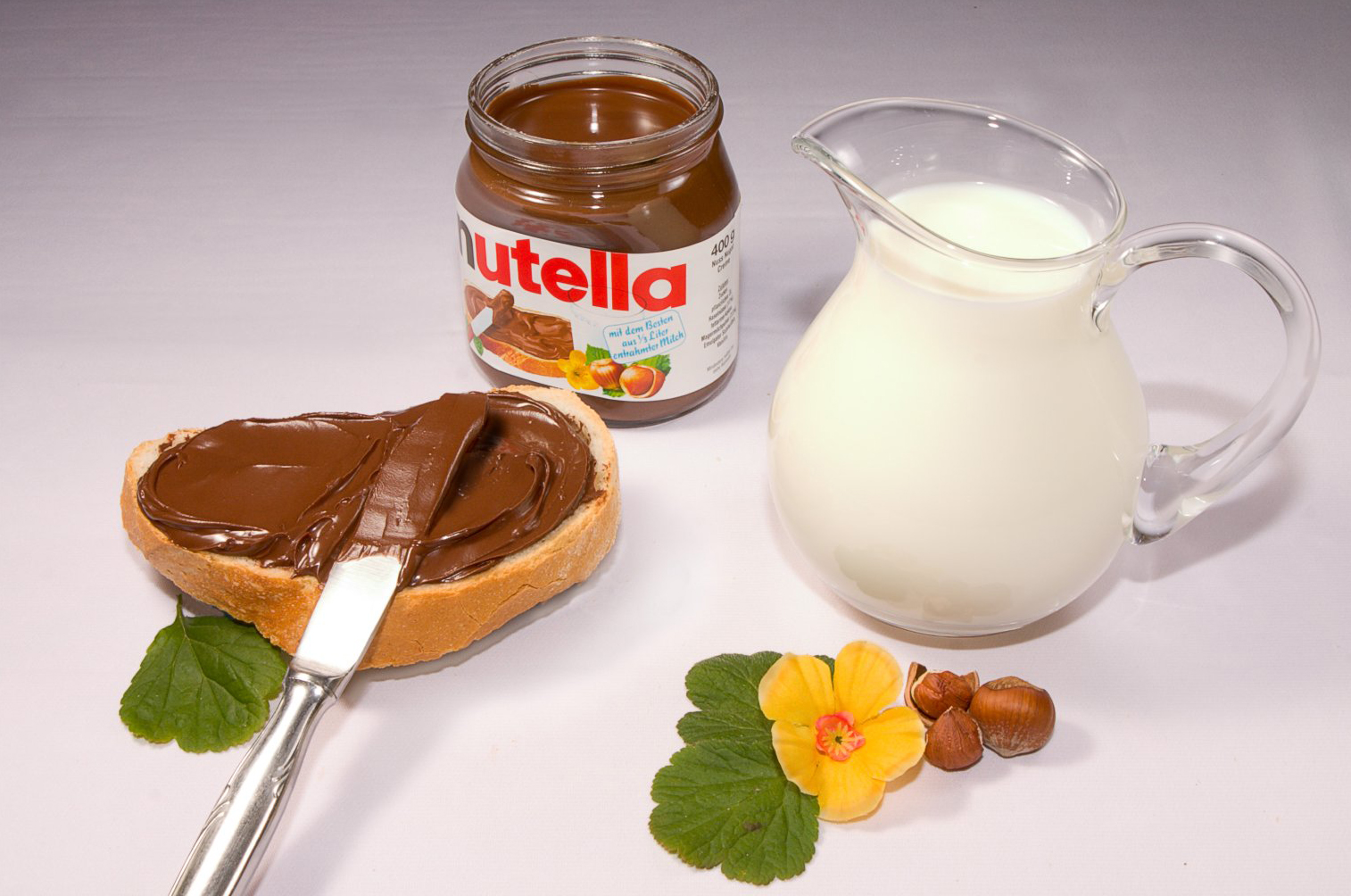
Crema de chocolate Nutella.

La crema de chocolate o crema de cacao es una pasta con sabor a chocolate que se come normalmente untada sobre pan y tostadas, o sobre dulces tales como magdalenas o pitas. También sirve como relleno en pasteles y tartas.
La crema de chocolate es un producto preferido normalmente por niños, siendo muy frecuente su uso en sándwiches y bocadillos para ellos.
Aunque sabe, huele y parece chocolate, no se solidifica. La pasta suele contener sólidos de cacao y aceite, y también leche e ingredientes adicionales para darle sabor y olor. También es frecuente que incluya frutos secos o miel. La crema de chocolate suele venderse en tarros de cristal o tubos de plástico.